# Belver (Carrazeda de Ansiães)
Belver é uma povoação portuguesa do Município de Carrazeda de Ansiães que foi sede da extinta Freguesia de Belver, freguesia que tinha 10,39 km² de área e 322 habitantes (2011), e, por isso, uma densidade populacional de 31 hab/km².
A Freguesia de Belver foi extinta em 2013, no âmbito de uma reforma administrativa nacional, tendo sido agregada à Freguesia de Mogo de Malta para formar uma nova freguesia denominada União das Freguesias de Belver e Mogo de Malta da qual é a sede.
Como se depreende da denominação, integram estas freguesias antigas comendas da Ordem de Malta, ou dos Cavaleiros do Hospital de São João de Jerusalém, de Rodes e de Malta, como outrora se denominou esta antiquíssima Ordem Religiosa e Militar que marcou presença no território português desde os alvores da nacionalidade até à extinção das Ordens Religiosas em 1834. Razão pela qual o brasão autárquico destas freguesias ostenta a cruz da Ordem de Malta.

## População
| População da freguesia de Belver | População da freguesia de Belver | População da freguesia de Belver | População da freguesia de Belver | População da freguesia de Belver | População da freguesia de Belver | População da freguesia de Belver | População da freguesia de Belver | População da freguesia de Belver | População da freguesia de Belver | População da freguesia de Belver | População da freguesia de Belver | População da freguesia de Belver | População da freguesia de Belver | População da freguesia de Belver |
| -------------------------------- | -------------------------------- | -------------------------------- | -------------------------------- | -------------------------------- | -------------------------------- | -------------------------------- | -------------------------------- | -------------------------------- | -------------------------------- | -------------------------------- | -------------------------------- | -------------------------------- | -------------------------------- | -------------------------------- |
| 1864                             | 1878                             | 1890                             | 1900                             | 1911                             | 1920                             | 1930                             | 1940                             | 1950                             | 1960                             | 1970                             | 1981                             | 1991                             | 2001                             | 2011                             |
| 475                              | 449                              | 459                              | 480                              | 460                              | 406                              | 416                              | 497                              | 549                              | 492                              | 226                              | 496                              | 365                              | 361                              | 322                              |